# София Бранденбургская (1568—1622)
София Бранденбургская (нем. Sophie von Brandenburg; 6 июня 1568, замок Цехлин — 7 декабря 1622, замок Кольдиц) — принцесса Бранденбургская, в замужестве курфюрстина Саксонии.

## Биография
София — дочь курфюрста Бранденбурга Иоганна Георга и его второй супруги Сабины Бранденбург-Ансбахской, дочери маркграфа Георга Бранденбург-Ансбахского.
25 апреля 1582 года в Дрездене София вышла замуж за курфюрста Саксонии Кристиана I. На момент свадьбы Софии было 14 лет, а уже спустя год у неё родился первый ребёнок. После смерти супруга, которому исполнился только 31 год, София вместе с герцогом Фридрихом Вильгельмом I Саксен-Веймарским была назначена регентом курфюршества при своём старшем сыне.
София слыла ортодоксальной лютеранкой и боролась с криптокальвинизмом в Саксонии. После смерти Кристиана I в 1591 году она велела заключить в крепость Кёнигштайн канцлера-кальвиниста Николауса Креля, противника лютеранской ортодоксии, который был впоследствии казнён на Новой площади Дрездена в 1601 году. По аналогии с Юдифью ортодоксальные лютеране именовали Софию «саксонской Юдифью».
Вдовствующая курфюрстина Саксонии проживала в Дрездене в так называемом Фраумуттерхаусе и в замке Кольдиц, велела чеканить собственный софийский дукат и восстановила для служб старую францисканскую церковь в Дрездене, которая стала впредь именоваться церковью Святой Софии.

## Потомки
- Кристиан II (1583—1611), курфюрст Саксонии, женат на принцессе Гедвиге Датской (1581—1641)
- Иоганн Георг I (1585—1656), курфюрст Саксонии, женат на принцессе Сибилле Елизавете Вюртембергской (1584—1606), затем на принцессе Магдалене Сибилле Прусской (1587—1659)
- Анна Сабина (1586)
- София (1587—1635), замужем за герцогом Францем I Померанским (1577—1620)
- Елизавета (1588—1589)
- Август (1589—1615), женат на принцессе Елизавете Брауншвейг-Вольфенбюттельской (1593—1650)
- Доротея (1591—1617), аббатиса Кведлинбургского монастыря